# Discografia de Avril Lavigne
Esta é a discografia de Avril Lavigne, uma cantora e compositora de pop punk/pop rock do Canadá. A cantora lançou sete álbuns de estúdio, nove extended plays (EP), duas compilações, dois álbuns de remixes, trinta e sete videoclipes e vinte e trinta e dois singles. Ela vendeu mais de 40 milhões de álbuns e 50 milhões de singles em todo o mundo. Avril começou a trabalhar com Clif Magness e um grupo de compositores conhecidos atualmente como The Matrix, o contrato foi fechado em dezembro de 2001 e, a partir daí, começaram os preparativos para seu primeiro álbum: Let Go. Estreou na oitava posição da Billboard 200 e vendeu 6 milhões de cópias somente nos EUA, recebendo Disco de Platina Sêxtuplo pela RIAA. No Canadá e no Japão foram premiados com Disco de Diamante pela Music Canada e pelo RIAJ, com um milhão de vendas em cada país. No Brasil, foi recebido com Disco de Platina Duplo pela ABPD, com mais de 250 mil cópias comercializadas. Foi o segundo disco mais vendido de 2002 e o nono em 2003 no mundo de acordo com a Federação Internacional da Indústria Fonográfica - IFPI. Neste álbum foi lançado 4 singles: "Complicated"; "Sk8er Boi"; "I'm with You" e "Losing Grip". No mundo Let Go vendeu mais de 20 milhões de cópias.
Em 2004, Avril lança o seu segundo álbum de estúdio nomeado Under My Skin, segundo ela, é mais maduro, contém músicas mais pesadas e letras com ritmo sentimental. Foi seu primeiro álbum a estrear no topo da Billboard 200 dos EUA vendendo cerca de 3 milhões de cópias sendo certificado com Disco de Platina Triplo pela RIAA. No Brasil, alcança a marca de 125 mil cópias vendidas, recebendo a certificação de Disco de Platina, pela ABPD. No Japão, assim como Let Go foi recebido com Disco de Diamante pela RIAJ. Neste disco, é lançado 4 singles: "Don't Tell Me"; "My Happy Ending"; "Nobody's Home" e "He Wasn't". Esse álbum ficou na quinta posição dos mais vendidos em 2004. E com um total de 10 milhões de discos comercializados.
Em 2007, Avril volta com seu terceiro álbum, The Best Damn Thing, com vendas de 10 milhões de cópias em todo o mundo. Foi seu segundo álbum a estrear em primeiro lugar na Billboard 200 e recebeu Disco de Platina nos EUA pela RIAA, e novamente com Disco de Diamante no Japão dado pelo RIAJ. De acordo com a ABPD, o álbum vendeu no Brasil mais de 60 mil cópias, sendo premiado com Disco de Platina. Avril descreveu esse álbum como "dançante, engraçado, jovem, agressivo, confiante e arrogante, no bom sentido". Com produção de Dr. Luke, Deryck Whibley, Butch Walker e da própria Avril Lavigne. Neste foi lançado 5 singles: "Keep Holding On"; "Girlfriend", que se tornou um hit mundial e é a única música de Lavigne a atingir a posição número um na parada Billboard Hot 100; "When You're Gone", "Hot" e "The Best Damn Thing". Este álbum foi o quarto disco mais vendido no mundo em 2007 segundo a IFPI.
Depois de 4 anos, Avril volta com seu quarto álbum de estúdio Goodbye Lullaby  lançado em 8 de março de 2011 pela RCA Records, na qual atingiu a primeira posição em vários países ao redor do globo. O álbum teve três singles, o primeiro "What the Hell" lançado em 1 de janeiro de 2011, o segundo foi "Smile" e a última foi "Wish You Were Here". Até o momento o disco vendeu mais de um milhão de exemplares mundialmente.
Avril Lavigne é o quinto álbum de estúdio epônimo da cantora. A produção do álbum foi iniciada pela sua equipe no ano de 2011, com os produtores L.A. Reid e The Runners, e teve previsão de lançamento para 24 de setembro 2013 pela gravadora Epic Records, mas foi adiado pela própria Avril, sendo anunciado seu lançamento para 5 de novembro de 2013. Deste disco foram lançados os singles "Here's to Never Growing Up", "Rock N Roll" e "Let Me Go", ambos com desempenho moderado nas tabelas musicais. Até o momento foram comercializadas 1.5 milhões de cópias.

## Álbuns

### Álbuns de estúdio
| Ano  | Álbum | Melhor Posição | Melhor Posição | Melhor Posição | Melhor Posição | Melhor Posição | Melhor Posição | Melhor Posição | Melhor Posição | Melhor Posição | Melhor Posição | Melhor Posição | Melhor Posição | Melhor Posição | Melhor Posição | Melhor Posição | Melhor Posição | Vendas e Certificações |
| Ano  | Álbum | CAN            | EUA            | RU             | BRA            | GRE            | AUS            | NZL            | MEX            | ESP            | JAP            | ALE            | ITA            | FRA            | SUE            | AUT            | NOR            | Vendas e Certificações |
| ---- | --- | -------------- | -------------- | -------------- | -------------- | -------------- | -------------- | -------------- | -------------- | -------------- | -------------- | -------------- | -------------- | -------------- | -------------- | -------------- | -------------- | --- |
| 2002 | Let Go - Lançamento: 4 de Junho de 2002 - Formatos: CD, Digital download, Vinil - Gravadora: Arista                  | 1              | 2              | 1              | 1              | 2              | 2              | 1              | 1              | 2              | 1              | 2              | 6              | 2              | 6              | 2              | 3              | - Vendas Mundiais: + 24 milhões (2017) - EUA: + 7 milhões - Platina - PROMUSICAE Espanha - Platina - SNEP França - 7× Platina - ARIA - 5× Platina - BPI Reino Unido - 3× ouro - BVMI - 7× Platina - RIAA - 2× Platina - ABPD - Diamante - Music Canada - Diamante - RIAJ |
| 2004 | Under My Skin - Lançamento: 25 de Maio de 2004 - Formatos: CD , Download Digital , Vinil - Gravadora: Arista         | 1              | 1              | 1              | 1              | 1              | 1              | 1              | 1              | 1              | 1              | 1              | 3              | 1              | 14             | 1              | 11             | - Vendas Mundiais: + 15 milhões (2017) - EUA: + 3,2 milhões - Platina - Associação Fonográfica Portuguesa Portugal - 3× Platina - RIAA - Platina - ABPD - 5× Platina - Music Canada - Diamante - RIAJ                                                                    |
| 2007 | The Best Damn Thing - Gravadora: Sony BMG                                                                            | 1              | 1              | 1              | 1              | 1              | 2              | 2              | 1              | 4              | 1              | 1              | 1              | 1              | 6              | 1              | 18             | - Vendas Mundiais: + 10 milhões (2017) - EUA: + 2 milhões - Diamante - RIAJ |
| 2011 | Goodbye Lullaby - Gravadora: Sony BMG                                                                                | 2              | 4              | 9              | 3              | 1              | 1              | 7              | 1              | 4              | 2              | 4              | 5              | 4              | 10             | 3              | 16             | - Vendas Mundias: + 3 milhões (2017) - EUA: + 500 mil - Platina - Associação Fonográfica Portuguesa Portugal - Platina - RIAJ - Ouro - RIAA - Ouro - ARIA - Ouro - FIMI                                                                                                  |
| 2013 | Avril Lavigne - Gravadora: Epic Records                                                                              | 4              | 5              | 14             | —              | 23             | 7              | 8              | 26             | 4              | 2              | 15             | 5              | 3              | 39             | 9              | 19             | - Vendas Mundiais: + 1,5 milhões (2017) - EUA: + 500 mil - Ouro - ABPD |
| 2019 | Head Above Water - Gravadora: BMG Rights Management                                                                  | 5              | 13             | 10             | —              | —              | 9              | 21             | —              | 18             | 7              | 3              | 6              | 34             | —              | 9              | —              | - Vendas Mundiais: + 400 mil (2019) - EUA: + 60 mil |
| 2022 | Love Sux - Lançamento: 25 de fevereiro de 2022 - Formatos: CD, Download Digital, Streaming - Gravadora: Elektra, DTA | 3              | 9              | 3              | —              | —              | 3              | 19             | —              | —              | 7              | 6              | 22             | —              | —              | 3              | —              | |

### Álbuns ao vivo
| 2003                                            | My World Lançamento: 2003                     | 48 | 1 | - | -  | - | -  | -  | 46 | - | - | - 7× Platina Music Canada - Platina ABPD - Platina ARIA |
| 2004                                            | Live in Seoul Lançamento: 2009                | -  | - | - | -  | - | -  | -  | -  | - | - |                                                         |
| 2005                                            | My Favorites Videos (So Far) Lançamento: 2005 | -  | - | - | -  | - | -  | -  | -  | - | - |                                                         |
| 2005                                            | Live at Budokan Lançamento: 2005              | -  | - | - | -  | - | -  | 15 | -  | - | - | - Ouro RIAJ                                             |
| 2008                                            | Live in Toronto Lançamento: 2008              | -  | 3 | 6 | 32 | 1 | 11 | 1  | -  | 4 | 5 | - Ouro Music Canada                                     |
| 2011                                            | Live In Calgary Lançamento: 2011              | -  | - | - | -  | - | -  | -  | -  | - | - |                                                         |
| "—" Não entrou na paradas musical daquele país. |                                               |    |   |   |    |   |    |    |    |   |   |                                                         |

### Álbuns deremixes
| Ano  | Remix           |
| ---- | --------------- |
| 2010 | Essential Mixes |

## Vídeosingle
| Ano  | País                  | Single                   | Certificação | Vendas     |
| ---- | --------------------- | ------------------------ | ------------ | ---------- |
| 2003 | Estados Unidos - RIAA | "Sk8er Boi/I'm with You" | Platina      | 1.000,000+ |
| 2003 | Estados Unidos - RIAA | "Losing Grip"            | Ouro         | 500,000+   |
| 2004 | Estados Unidos - RIAA | "Listen Your Lid II"     | Ouro         | 500,000+   |

## Extended plays (EP)
| Ano  | EP                  |
| ---- | ------------------- |
| 2002 | Unplugged           |
| 2003 | Angus Drive         |
| 2004 | Avril Live Acoustic |
| 2008 | Control Room        |

## Lados B
| Ano  | B-side                         | A-side       |
| ---- | ------------------------------ | ------------ |
| 2002 | I Don't Give                   | Complicated  |
| 2002 | Why                            | Complicated  |
| 2002 | Get Over It                    | Sk8er Boi    |
| 2002 | Nobody's Fool (ao vivo)        | Sk8er Boi    |
| 2002 | Unwanted (ao vivo)             | I'm With You |
| 2003 | Unwanted (ao vivo) (Austrália) | Losing Grip  |
| 2003 | Naked (ao vivo) (Reino Unido)  | Losing Grip  |
| 2003 | "Mobile"                       |              |
| 2003 | All You Will Never Know        |              |

| Ano  | B-side                                          | A-side          |
| ---- | ----------------------------------------------- | --------------- |
| 2004 | Take It                                         | My Happy Ending |
| 2004 | Knockin' on Heaven's Door                       | Nobody's Home   |
| 2004 | I Always Get What I Want                        | Nobody's Home   |
| 2007 | Alone (Australia e Reino Unido)                 | Girlfriend      |
| 2007 | I Can Do Better (versão acústica) (Reino Unido) | Hot             |

## Singles
| 2002                                           | "Complicated"                   | 2   | 1  | 1  | 3   | 1  | 1  | 1  | -  | 3  | 2  | 2  | 2  | 4  | 21  | 2   | 2× Platina ARIA Platina IFPI Platina ABPD Ouro IFPI Ouro Ultratop    |
| 2002                                           | "Sk8er Boi"                     | 10  | 1  | 1  | 8   | 13 | 3  | 2  | -  | 8  | 5  | 6  | 12 | 11 | 28  | 1   | Platina RIAA Platina ARIA Platina ABPD                               |
| 2003                                           | "I'm with You"                  | 4   | 1  | 1  | 5   | 18 | -  | 5  | -  | 9  | 5  | 4  | 11 | 18 | 34  | 4   | Platina RIAA                                                         |
| 2003                                           | "Losing Grip"                   | 64  | 17 | 32 | 22  | -  | 20 | -  | -  | 8  | -  | 12 | -  | 38 | -   | 49  |                                                                      |
| 2003                                           | "Knockin' on Heaven's Door"5    | -   | -  | 25 | -   | -  | -  | -  | -  | -  | -  | 48 | -  | -  | 25  | -   |                                                                      |
| 2003                                           | "Mobile"1                       | -   | -  | -  | -   | -  | -  | 26 | -  | -  | -  | -  | -  | -  | -   | -   |                                                                      |
| 2004                                           | "Don't Tell Me"                 | 22  | 9  | 2  | 5   | 5  | 10 | 15 | 10 | 8  | 4  | 1  | 30 | 20 | 53  | 6   | Ouro ARIA Ouro RIAA                                                  |
| 2004                                           | "My Happy Ending"               | 9   | 1  | 1  | 5   | 11 | 6  | -  | 7  | 10 | 7  | 8  | 11 | 12 | 39  | 1   | Ouro ARIA Ouro RIAA Platina ABPD                                     |
| 2005                                           | "Nobody's Home"                 | 41  | 13 | 6  | 24  | 4  | 24 | -  | 1  | 29 | -  | 7  | -  | 66 | 24  | 11  | Ouro RIAA Platina ABPD                                               |
| 2005                                           | "He Wasn't"2                    | -   | -  | 17 | 23  | 92 | 25 | 38 | -  | 29 | -  | 10 | -  | 99 | -   | 47  |                                                                      |
| 2005                                           | "Fall to Pieces"3               | 106 | 34 | 89 | -   | 7  | -  | -  | 16 | -  | -  | -  | -  | -  | -   | -   |                                                                      |
| 2006                                           | "Keep Holding On"3              | 17  | 18 | 13 | 175 | 2  | 5  | -  | 10 | -  | -  | 28 | -  | -  | -   | -   | Platina RIAA Platina Music Canada                                    |
| 2007                                           | "Girlfriend"                    | 1   | 1  | 1  | 2   | 1  | 1  | 1  | 7  | 3  | 1  | 1  | 1  | 34 | 2   | 1   | Diamante RIAJ 4× Platina ARIA 2× Platina RIAA Platina ABPD Ouro IFPI |
| 2007                                           | "When You're Gone"              | 24  | 9  | 7  | 3   | 4  | 4  | 24 | 8  | 17 | 4  | 4  | 8  | 57 | 17  | 4   | Ouro RIAA Platina ARIA Platina ABPD                                  |
| 2007                                           | "Hot"                           | 95  | 40 | 29 | 30  | 6  | 14 | 30 | 2  | 26 | -  | 16 | 53 | -  | -   | 41  | Ouro ARIA                                                            |
| 2008                                           | "The Best Damn Thing"           | 107 | 91 | 57 | -   | 76 | 51 | -  | -  | 64 | -  | -  | -  | -  | -   | -   | Platina ABPD                                                         |
| 2008                                           | "Innocence"3                    | 116 | 93 | -  | 190 | 48 | -  | -  | -  | -  | -  | -  | -  | -  | -   | -   |                                                                      |
| 2008                                           | "Runaway"3                      | 111 | 94 | -  | -   | -  | -  | -  | -  | -  | -  | -  | -  | -  | -   | -   |                                                                      |
| 2010                                           | "Alice"3                        | 71  | -  | 13 | 59  | 51 | 39 | -  | -  | 27 | 32 | 4  | -  | 99 | -   | 54  |                                                                      |
| 2011                                           | "What the Hell"                 | 11  | 8  | 5  | 16  | 8  | 6  | 5  | 4  | 21 | 15 | 1  | 51 | 51 | 18  | 13  | 2× Platina ARIA Platina RIAJ Ouro RIANZ                              |
| 2011                                           | "Smile"                         | 68  | 25 | 2  | 189 | 59 | 25 | 30 | 4  | 40 | 46 | 15 | -  | -  | 80  | 121 | Platina ARIA Ouro RIAA                                               |
| 2011                                           | "Wish You Were Here"            | 65  | 30 | 34 | -   | 58 | -  | -  | 15 | -  | 37 | 37 | -  | -  | 74  | -   |                                                                      |
| 2012                                           | "Push"3                         | -   | -  | -  | -   | -  | -  | -  | -  | -  | -  | 35 | -  | -  | -   | -   |                                                                      |
| 2013                                           | "Here's to Never Growing Up"    | 20  | 19 | 3  | 14  | 17 | 15 | 24 | 6  | 60 | 18 | 8  | -  | 28 | 63  | 107 | Platina ARIA Platina RIAA Platina Music Canada                       |
| 2013                                           | "Rock N Roll"                   | 91  | -  | 57 | -   | 37 | 45 | -  | -  | -  | -  | 71 | -  | -  | 128 | -   |                                                                      |
| 2013                                           | "Let Me Go"                     | 78  | 37 | 52 | 66  | 12 | 60 | -  | -  | 67 | -  | -  | -  | -  | 168 | -   | Ouro Music Canada                                                    |
| 2014                                           | Hello Kitty6                    | -   | -  | -  | -   | -  | -  | -  | -  | -  | -  | -  | -  | -  | -   | -   |                                                                      |
| 2015                                           | "Give You What You Like"        | -   | -  | -  | -   | -  | -  | -  | -  | -  | -  | -  | -  | -  | -   | -   |                                                                      |
| 2015                                           | "Fly"3                          | -   | -  | -  | -   | 92 | -  | -  | -  | -  | -  | -  | -  | -  | -   | -   |                                                                      |
| 2018                                           | "Head Above Water"              | 64  | -  | -  | 84  | 37 | 75 | -  | -  | 69 | 97 | 42 | -  | -  | 58  | -   | Ouro Music Canada Ouro RIAA                                          |
| 2018                                           | "Tell Me It's Over"3            | -   | -  | -  | -   | -  | -  | -  | -  | -  | -  | -  | -  | -  | -   | -   |                                                                      |
| 2019                                           | "Dumb Blonde"6                  | -   | -  | -  | -   | 92 | -  | -  | -  | -  | -  | -  | -  | -  | -   | -   |                                                                      |
| 2019                                           | "I Fell in Love with the Devil" | -   | -  | -  | -   | -  | -  | -  | -  | -  | -  | -  | -  | -  | -   | -   |                                                                      |
| "—" Não entrou na parada musical daquele país. |                                 |     |    |    |     |    |    |    |    |    |    |    |    |    |     |     |                                                                      |

- 1 Lançado somente na Austrália e Nova Zelândia
- 2 Não lançado no Estados Unidos
- 3 Single promocional
- 5 Lançado somente no Brasil, Japão e França
- 6 Lançado somente no Japão

## Videoclipes
| Ano  | Single                         | Diretor          |
| ---- | ------------------------------ | ---------------- |
| 2002 | "Complicated"                  | The Malloys      |
| 2002 | "Sk8er Boi"                    | Francis Lawrence |
| 2002 | "I'm With You"                 | David LaChapelle |
| 2003 | "Losing Grip"                  | Liz Friedlander  |
| 2003 | "Knockin' on Heaven's Door"    | Marc Lostracco   |
| 2004 | "Don't Tell Me"                | Liz Friedlander  |
| 2004 | "My Happy Ending"              | Meiert Avis      |
| 2005 | "Nobody's Home"                | Diane Martel     |
| 2005 | "He Wasn't"                    | The Malloys      |
| 2007 | "Girlfriend"                   | The Malloys      |
| 2007 | "When You're Gone"             | Marc Klasfeld    |
| 2007 | "Girlfriend" (Dr. Luke remix)" | Malcolm Jones    |
| 2007 | "Hot"                          | Matthew Rolston  |
| 2008 | "The Best Damn Thing"          | Wayne Isham      |

| Ano  | Single                          | Diretor             |
| ---- | ------------------------------- | ------------------- |
| 2010 | "Alice"                         | Dave Meyers         |
| 2011 | "What the Hell"                 | Dave Meyers         |
| 2011 | "Smile"                         | Shane Drake         |
| 2011 | "Wish You Were Here"            | Dave Meyers         |
| 2011 | "Goodbye"                       | Mark Liddell        |
| 2013 | "Here's To Never Growing Up"    | Robert Hales        |
| 2013 | "Rock N Roll"                   | Chris Marrs Piliero |
| 2013 | "Let Me Go"                     | Christopher Sims    |
| 2013 | "Hello Kitty"                   | Hisashi Kikuchi     |
| 2018 | "Head Above Water"              | Elliott Lester      |
| 2018 | "Tell Me It's Over"             | Erica Silverman     |
| 2019 | "Dumb Blonde"                   |                     |
| 2019 | "I Fell in Love with the Devil" | Elliott Lester      |

## Coletâneas diversas
| Ano  | Álbum                                    | Canção                      |
| ---- | ---------------------------------------- | --------------------------- |
| 2002 | 20 Hits                                  | "Complicated"               |
| 2002 | The Dome, Vol. 24                        | "Complicated"               |
| 2002 | Star Lounge 2002                         | "Complicated"               |
| 2003 | Buffy the Vampire Slayer                 | "Anything but Ordinary"     |
| 2003 | Going the Distance                       | "Losing Grip"               |
| 2003 | Peace Songs                              | "Knockin' on Heaven's Door" |
| 2003 | 31 Hits The Gold Disc Award 2003         | "Complicated"               |
| 2004 | Uptown Girls                             | "Complicated"               |
| 2004 | Bronken Dreams Tvz                       | "My Happy Ending"           |
| 2004 | As 14 + - Vol.3                          | "My Happy Ending"           |
| 2004 | Nickelodeon Kids Choice                  | "My Happy Ending"           |
| 2004 | CD Oficial dos Jogos Olimpicos de Atenas | "Knockin' on Heaven's Door" |
| 2004 | Sweet Home Alabama                       | "Falling Down"              |
| 2005 | Red Hot Hits                             | "Nobody's Home"             |
| 2005 | New Woman Spring Collection              | "My Happy Ending"           |
| 2005 | Pop Princesses, Vol. 2                   | "My Happy Ending"           |
| 2005 | Nickelodeon Kids Choice                  | "My Happy Ending"           |
| 2005 | Oh! From the Girls                       | "I'm With You"              |
| 2005 | World's Best Mum 2007                    | "I'm With You"              |

| Ano                    | Álbum                                    | Canção                      |
| ---------------------- | ---------------------------------------- | --------------------------- |
| 2005                   | Oh! From the Girls                       | "I'm With You"              |
| 2005                   | Venus & Mars: The Chill out Album        | "I'm With You"              |
| 2005                   | So Fresh: The Hits of Winter 2005        | "He Wasn't"                 |
| 2006                   | Instant Karma: Tributo à John Lennon     | "Imagine"                   |
| 2006                   | Eragon                                   | "Keep Holding On"           |
| 2007                   |                                          |                             |
| Bravo Hits, Vol. 57    | "Girlfriend"                             |                             |
| Hits for Kids, Vol. 18 | "Girlfriend"                             |                             |
| Pop Hits!              | "Girlfriend"                             |                             |
| Booom 2007: The Second | "Girlfriend"                             |                             |
| RTL Sommer Hits 2007   | "Girlfriend"                             |                             |
| Superventas 07         | "Girlfriend"                             |                             |
| Divas                  | "When You're Gone"                       |                             |
| 2008                   | Bob Dylan: His Songs                     | "Knockin' on Heaven's Door" |
| 2008                   | Divas 2008                               | "I'm With You"              |
| 2008                   | CD Oficial dos Jogos Olímpicos de Pequim | "Keep Holding On"           |
| 2008                   | Ketnet Party Kids, Vol. 9                | "The Best Damn Thing"       |
| 2008                   | Much Dance 2009/Dance Plus 2009          | "The Best Damn Thing"       |
| 2008                   | NJR Hits, Vol. 11                        | "The Best Damn Thing"       |
| 2010                   | Almost Alice                             | "Alice"                     |
| 2010                   | Aid Still Required                       | "Nobody’s Home"             |

## Jogos
| Ano  | Jogo                      | Canção         |
| ---- | ------------------------- | -------------- |
| 2003 | Karaoke Domination        | "Sk8er Boi"    |
| 2003 | Karaoke Domination        | "Complicated"  |
| 2007 | Elite Beat Agents         | "Sk8er Boi"    |
| 2007 | Jam Sessions              | "I'm With You" |
| 2008 | Lips                      | "Complicated"  |
| 2008 | Echochrome                | "Complicated"  |
| 2008 | Rock Revolution           | "Sk8er Boi"    |
| 2008 | Singstar Pop              | "Sk8er Boi"    |
| 2008 | Celebrity Sports Showdown | "Girlfriend"   |

| Ano  | Jogo                      | Canção             |
| ---- | ------------------------- | ------------------ |
| 2008 | Burnout Paradise          | "Girlfriend"       |
| 2008 | Burnout Dominator         | "Girlfriend"       |
| 2008 | Boogie Superstar          | "Girlfriend"       |
| 2009 | Ultimate Band             | "Complicated"      |
| 2009 | Band Hero                 | "Girlfriend"       |
| 2009 | Guitar Hero               | "When You're Gone" |
| 2009 | Brain Age Express: Sudoku | "Girlfriend"       |
| 2009 | We Cheer 2                | "Girlfriend"       |
| 2010 | Just Dance 2              | "Girlfriend"       |

## Covers
| Canção                             | Banda/Cantor original | Ref.    |
| ---------------------------------- | --------------------- | ------- |
| "Fuel"                             | Metallica             | [ 126 ] |
| "Imagine"                          | John Lennon           | [ 127 ] |
| "It Is Time for a Love Revolution" | Lenny Kravitz         | [ 128 ] |
| "Knockin' on Heaven's Door"        | Bob Dylan             | [ 129 ] |
| "Basket Case"                      | Green Day             | [ 130 ] |
| "American Idiot"                   | Green Day             | [ 130 ] |
| "Bad Reputation"                   | Joan Jett             | [ 131 ] |
| "Chop Suey!"                       | System of a Down      | [ 132 ] |
| "Iris"                             | Goo Goo Dolls         | [ 133 ] |
| "All the Small Things"             | Blink-182             | [ 134 ] |
| "Fix You"                          | Coldplay              | [ 135 ] |
| "Tik Tok"                          | Kesha                 | [ 136 ] |
| "Bad Reputation"                   | Joan Jett             | [ 137 ] |
| "How You Remind Me"                | Nickelback            | [ 138 ] |